# Propebela popovia
Propebela popovia é uma espécie de gastrópode do gênero Propebela, pertencente a família Mangeliidae.